# Pio Camillo Bonelli, VIII duca di Salci
Pio Camillo Bonelli, VIII duca di Salci (Roma, 2 novembre 1757 – Roma, 1837), è stato un duca, politico e rivoluzionario italiano e ultimo duca di Salci.

## Biografia
Nato a Roma il 2 novembre 1757, Pio Camillo era figlio di Marcantonio, VII duca di Salci e Montanara e marchese di Cassano, e di sua moglie, Violante Crescenzi. Alla morte del padre nel 1777, Pio Camillo gli succedette ai copiosissimi beni paterni (la famiglia aveva terreni anche in Toscana ed in Lombardia). Nel 1781 vendette il feudo lombardo di Cassano a Giovanni Battista D'Adda, V marchese di Pandino.
Intraprese un lungo viaggio in Italia e all'estero, soffermandosi per lunghi periodi in Francia, ed ebbe modo di frequentare gli ambienti della massoneria di Milano dove, dal 1785, entrò a far parte della loggia "Concordia". Risiedette per un certo periodo a Napoli e poi tornò a Roma nel 1790 dove, sulla scia dell'ondata delle repressioni anti-massoniche voluta da papa Pio VI, venne arrestato ma rilasciato qualche dopo senza alcun addebito di accusa. Nel 1792-1793 si mantenne in contatto col giornalista e politico francese Ugo di Basseville e continuò, seppur a distanza, a sostenere la causa rivoluzionaria francese, distinguendosi tra i giacobini romani che daranno il loro appoggio all'operato di Giuseppe Bonaparte.
Nel 1796, con l'avvicinarsi del Bonaparte allo Stato Pontificio, si portò a Bologna dove diede alle stampe un sonetto di lode al generale francese, venendo ad ogni modo riconosciuto ed arrestato nella notte tra l'8 e il 9 luglio con l'accusa di aver criticato il senato bolognese. Liberato poco dopo, fece ritorno a Roma, ove si dedicò attivamente all'organizzatore di un partito filo-francese attorno alla figura di Giuseppe Bonaparte, fratello di Napoleone. Si distinse come uno dei più validi informatori del generale Louis Alexandre Berthier e finanziò personalmente le opere di persuasione del popolo romano con la distribuzione di fondi.
Entrati i francesi a Roma, fu tra i primi ad aderire il 15 febbraio 1798 alla Repubblica Romana al punto che, il giorno successivo, venne nominato console provvisorio, carica che ricoprì sino al 20 marzo di quell'anno. Il 16 marzo venne nominato tribuno per il dipartimento del Tevere, alternando all'attività politica quella giornalistica, scrivendo sul "Monitore di Roma".
Con la proclamazione della Repubblica Napoletana nel 1798, seguì l'esercito francese e giunse con esso sino a Perugia da dove venne mandato in missione a Città della Pieve per placare gli animi della popolazione che aveva pubblicamente manifestato il proprio disappunto per l'invasione dei francesi.
Dopo il fallito esperimento di Napoli, Pio Camillo decise di seguire il generale Bassal a Napoli dove svolse degli incarichi di natura diplomatica.
Quando anche a Roma la repubblica popolare cadde, si trovò obbligato a seguire i francesi in esilio, dapprima a Marsiglia e poi a Parigi, luoghi ove continuò comunque a mantenere stretti contatti con gli esuli romani ex sostenitori della causa rivoluzionaria francese contro il papato. Verso la fine del 1800, venne arrestato nella capitale francese nell'ambito delle indagini nelle quali venne coinvolto anche Giuseppe Ceracchi per un attentato contro Napoleone Bonaparte, accuse dalle quali poi venne prosciolto. Il 27 maggio 1800, nel frattempo, il governo di Roma decretava la sua condanna a morte in contumacia ed il sequestro di tutti i beni della sua famiglia rimasti in territorio pontificio, confisca che perdurò sino al 25 febbraio 1801 quando Papa Pio VII decise di graziarlo e gli restituì tutti i beni della sua casata. Malgrado ciò, il Bonelli non rientrò subito a Roma, ma da Parigi dove si trovava si portò in Piemonte, a Bosco (dove la sua famiglia aveva dei possedimenti) e poi a Milano, vendendo tale feudo a Jean Baptiste Bocca nel 1805. Nel 1802, forte della protezione di Gioacchino Murat e di Francesco Melzi d'Eril, chiese al conte Ferdinando Marescalchi di tutelare i suoi interessi a Roma nell'attesa che egli avesse potuto rientrare con maggiore tranquillità, ed in particolare evitare che il suo fratellastro potesse impossessarsene. Il Bonelli continuò a risiedere a Milano e tornò nella Città Eterna solo quando questa venne annessa all'Impero francese nel 1809, divenendo membro del comune di Roma. Con la cacciata dei francesi il 23 gennaio 1814, decise di ritirarsi a vita privata, avendo ottenuto ancora una volta il perdono dal pontefice, ma venendo costretto come altri principi romani alla rinuncia dei propri diritti feudali sul feudo di Salci che la sua famiglia possedeva come ducato sovrano.
Morì a Roma nel 1837, senza essersi mai sposato e senza mai avere avuto figli; erede della sua fortuna fu il nipote Davide Pio (1819-?), figlio del fratello Leonardo (1774-post 1818).

## Albero genealogico
|                                          |                                                   |                                              | Genitori                    |  |  | Nonni |  |  | Bisnonni                             |  |  | Trisnonni                             |  |
|                                          |                                                   |                                              |                             |  |  |       |  |  | Michele III Bonelli, V duca di Salci |  |  | Francesco I Bonelli, IV duca di Salci |  |
|                                          |                                                   |                                              |                             |  |  |       |  |  | Michele III Bonelli, V duca di Salci |  |  | Francesco I Bonelli, IV duca di Salci |  |
|                                          |                                                   | Maria Teresa Imperiali                       |                             |  |  |       |  |  | Michele III Bonelli, V duca di Salci |  |  |                                       |  |
| Francesco II Bonelli, VI duca di Salci   |                                                   |                                              |                             |  |  |       |  |  | Michele III Bonelli, V duca di Salci |  |  |                                       |  |
|                                          |                                                   | Isabella Ruini                               | Ottavio Ruini, marchese     |  |  |       |  |  |                                      |  |  |                                       |  |
|                                          |                                                   | Isabella Ruini                               | Ottavio Ruini, marchese     |  |  |       |  |  |                                      |  |  |                                       |  |
|                                          |                                                   | Isabella Ruini                               | Maria Mattei                |  |  |       |  |  |                                      |  |  |                                       |  |
| Marcantonio Bonelli, VII duca di Salci   |                                                   | Isabella Ruini                               |                             |  |  |       |  |  |                                      |  |  |                                       |  |
|                                          |                                                   | Lorenzo dell'Anguillara, conte di Anguillara | ?                           |  |  |       |  |  |                                      |  |  |                                       |  |
|                                          |                                                   | Lorenzo dell'Anguillara, conte di Anguillara | ?                           |  |  |       |  |  |                                      |  |  |                                       |  |
|                                          |                                                   | Lorenzo dell'Anguillara, conte di Anguillara | ?                           |  |  |       |  |  |                                      |  |  |                                       |  |
| Anna Vittoria dell'Anguillara            |                                                   | Lorenzo dell'Anguillara, conte di Anguillara |                             |  |  |       |  |  |                                      |  |  |                                       |  |
|                                          |                                                   | ?                                            | ?                           |  |  |       |  |  |                                      |  |  |                                       |  |
|                                          |                                                   | ?                                            | ?                           |  |  |       |  |  |                                      |  |  |                                       |  |
|                                          |                                                   | ?                                            | ?                           |  |  |       |  |  |                                      |  |  |                                       |  |
| Pio Camillo Bonelli, VIII duca di Salci  |                                                   | ?                                            |                             |  |  |       |  |  |                                      |  |  |                                       |  |
|                                          | Giovanni Battista Crescenzi, marchese di Montorio | Virgilio Crescenzi, barone di Montorio       |                             |  |  |       |  |  |                                      |  |  |                                       |  |
|                                          | Giovanni Battista Crescenzi, marchese di Montorio | Virgilio Crescenzi, barone di Montorio       |                             |  |  |       |  |  |                                      |  |  |                                       |  |
|                                          | Giovanni Battista Crescenzi, marchese di Montorio | Costanza Del Drago                           |                             |  |  |       |  |  |                                      |  |  |                                       |  |
| Virgilio Crescenzi, marchese di Montorio | Giovanni Battista Crescenzi, marchese di Montorio |                                              |                             |  |  |       |  |  |                                      |  |  |                                       |  |
|                                          |                                                   | Ortensia Serlupi Crescenzi                   | Francesco Serlupi Crescenzi |  |  |       |  |  |                                      |  |  |                                       |  |
|                                          |                                                   | Ortensia Serlupi Crescenzi                   | Francesco Serlupi Crescenzi |  |  |       |  |  |                                      |  |  |                                       |  |
|                                          |                                                   | Ortensia Serlupi Crescenzi                   | ?                           |  |  |       |  |  |                                      |  |  |                                       |  |
| Violante Crescenzi                       |                                                   | Ortensia Serlupi Crescenzi                   |                             |  |  |       |  |  |                                      |  |  |                                       |  |
|                                          |                                                   | ?                                            | ?                           |  |  |       |  |  |                                      |  |  |                                       |  |
|                                          |                                                   | ?                                            | ?                           |  |  |       |  |  |                                      |  |  |                                       |  |
|                                          |                                                   | ?                                            | ?                           |  |  |       |  |  |                                      |  |  |                                       |  |
| ?                                        |                                                   | ?                                            |                             |  |  |       |  |  |                                      |  |  |                                       |  |
|                                          |                                                   | ?                                            | ?                           |  |  |       |  |  |                                      |  |  |                                       |  |
|                                          |                                                   | ?                                            | ?                           |  |  |       |  |  |                                      |  |  |                                       |  |
|                                          |                                                   | ?                                            | ?                           |  |  |       |  |  |                                      |  |  |                                       |  |
|                                          |                                                   | ?                                            |                             |  |  |       |  |  |                                      |  |  |                                       |  |